# Boarmia proschora
Boarmia proschora là một loài bướm đêm trong họ Geometridae.